# جرج کلی (نمایش‌نامه‌نویس)

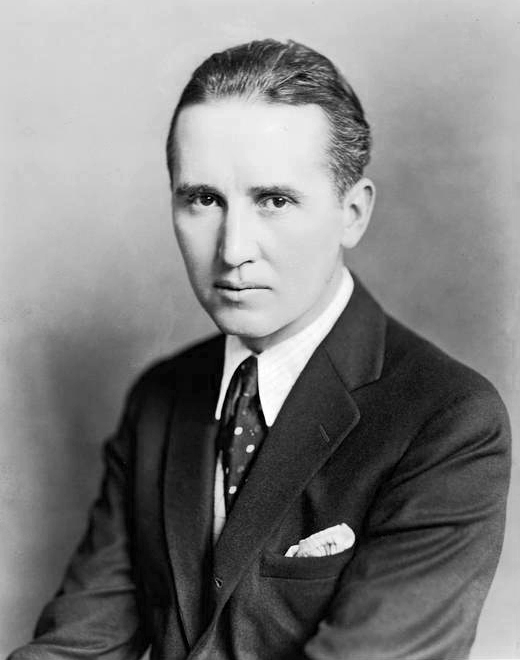
جرج کلی ۱۸۸۷–۱۹۷۴

جرج کلی (انگلیسی: George Kelly; ۱۶ ژانویهٔ ۱۸۸۷ – ۱۸ ژوئن ۱۹۷۴) یک فیلم‌نامه‌نویس اهل ایالات متحده آمریکا بود.